# 圣韦娜
圣韦娜（法語：Sainte-Ouenne，法語發音：[sɛ̃t wɛn]）是法国德塞夫勒省的一个市镇，属于帕尔特奈区。

## 地理
圣韦娜（46°26'44"N, 0°26'46"W）面积11.58 平方千米，位于法国新阿基坦大区德塞夫勒省，该省份为法国西部内陆省份，北起曼恩-卢瓦尔省，西接旺代省，南至夏朗德省和滨海夏朗德省，东临维埃纳省。
与圣韦娜接壤的市镇（或旧市镇、城区）包括：埃希雷、热尔蒙-鲁夫尔、圣马克西尔、叙兰。

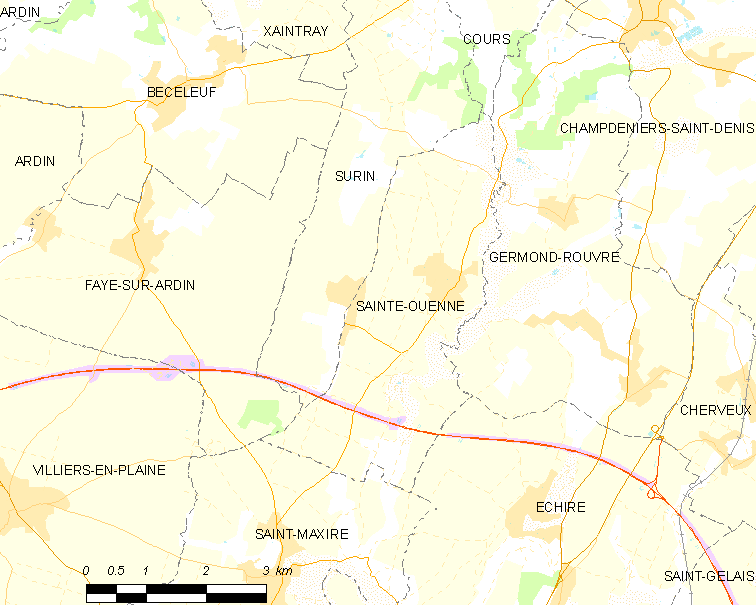
圣韦娜的OSM定位图

圣韦娜的时区为UTC+01:00、UTC+02:00（夏令时）。

## 行政
圣韦娜的邮政编码为79220，INSEE市镇编码为79284。

## 政治
圣韦娜所属的省级选区为欧蒂兹-埃格赖县。

## 人口

1962-2008年间圣韦娜人口变化图示

圣韦娜于2022年1月1日时的人口数量为772人。